# 中間道

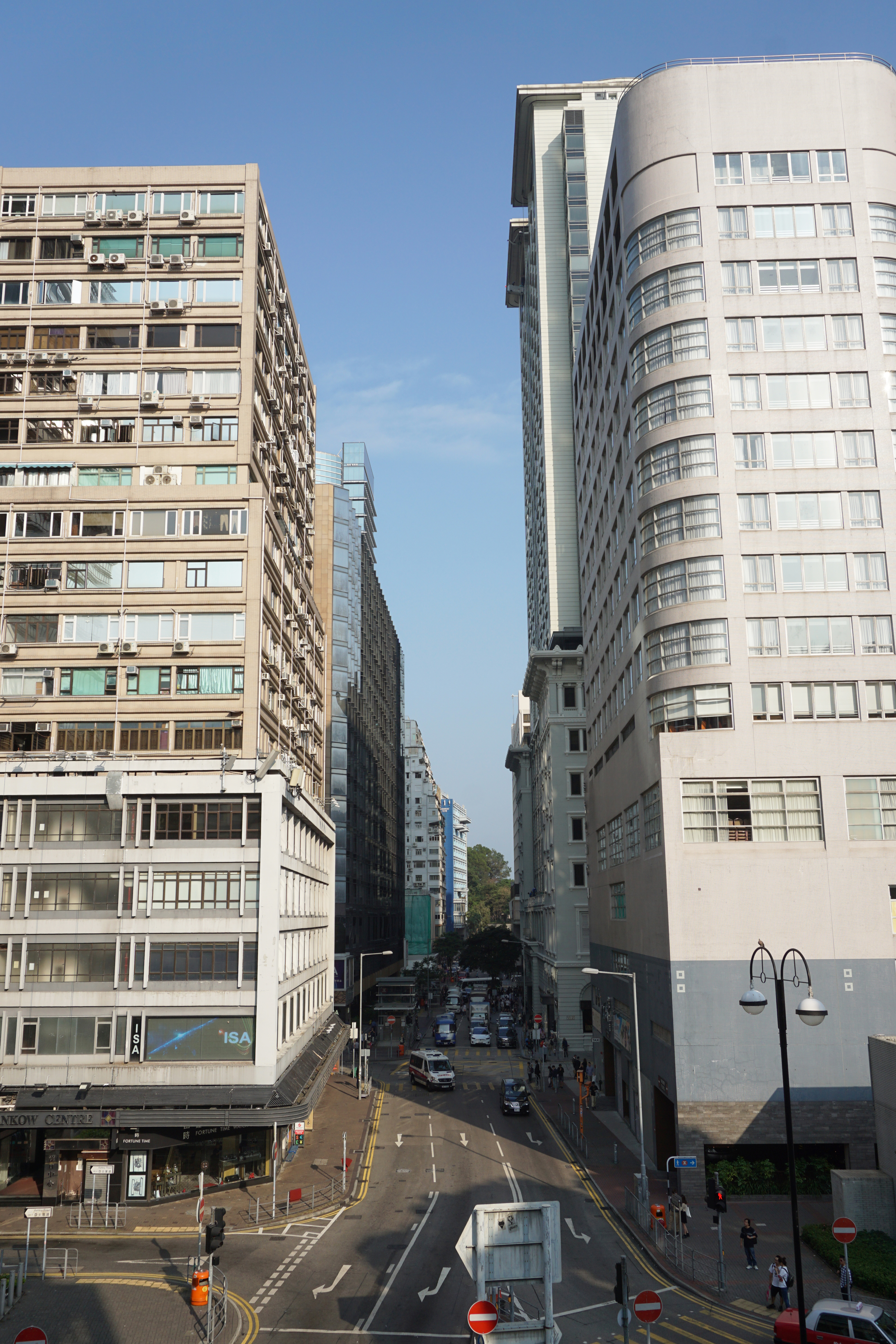
中間道東西向路段

中間道（英語：Middle Road），是香港九龍半島上的一條東西走向的行車街道，路段中間由彌敦道相隔。

## 簡介

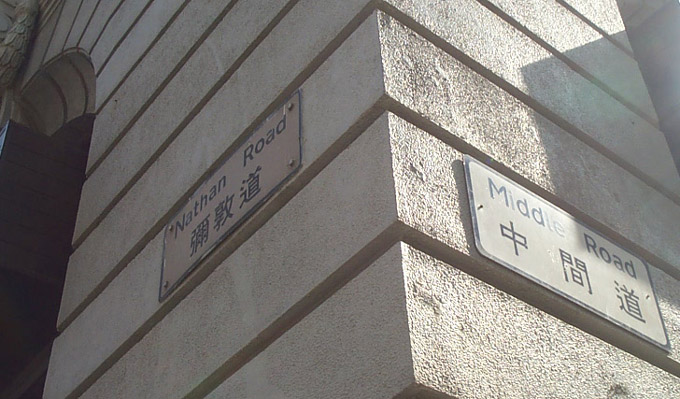
半島酒店外牆上的街道牌

中間道在尖沙咀酒店遊客購物區，與彌敦道正中十字交架，又與南方的梳士巴利道及北方的北京道平行。
中間道在從前的大包米及前水警總部之間。在20世紀初興建尖沙咀火車站填海前，中間道是九龍半島南端海岸線的一部分。
港鐵尖沙咀站及尖東站都近在咫尺，尖東站L出口的行人隧道在中間道下方。中間道的東向盡頭為停車場及小巴總站。
因為交通方便，又可以容納十數旅遊巴士停泊及上落乘客，中間道是香港本地遊的著名集合地點之一。

## 鄰近地點
- 訊號山
- 尖沙咀站/尖東站
- 半島酒店
- 九龍酒店
- 重慶大廈
- 訊號山公園
- 海員俱樂部（於2018年拆卸並重建中，項目由郭炳湘旗下帝國集團投資[1]）
- 尖沙咀郵政局
- 國際電信大廈
- 中間道停車場（已於2015年拆卸）
- H Zentre（低層附設停車場，前址為中間道停車場）

## 沿途建築

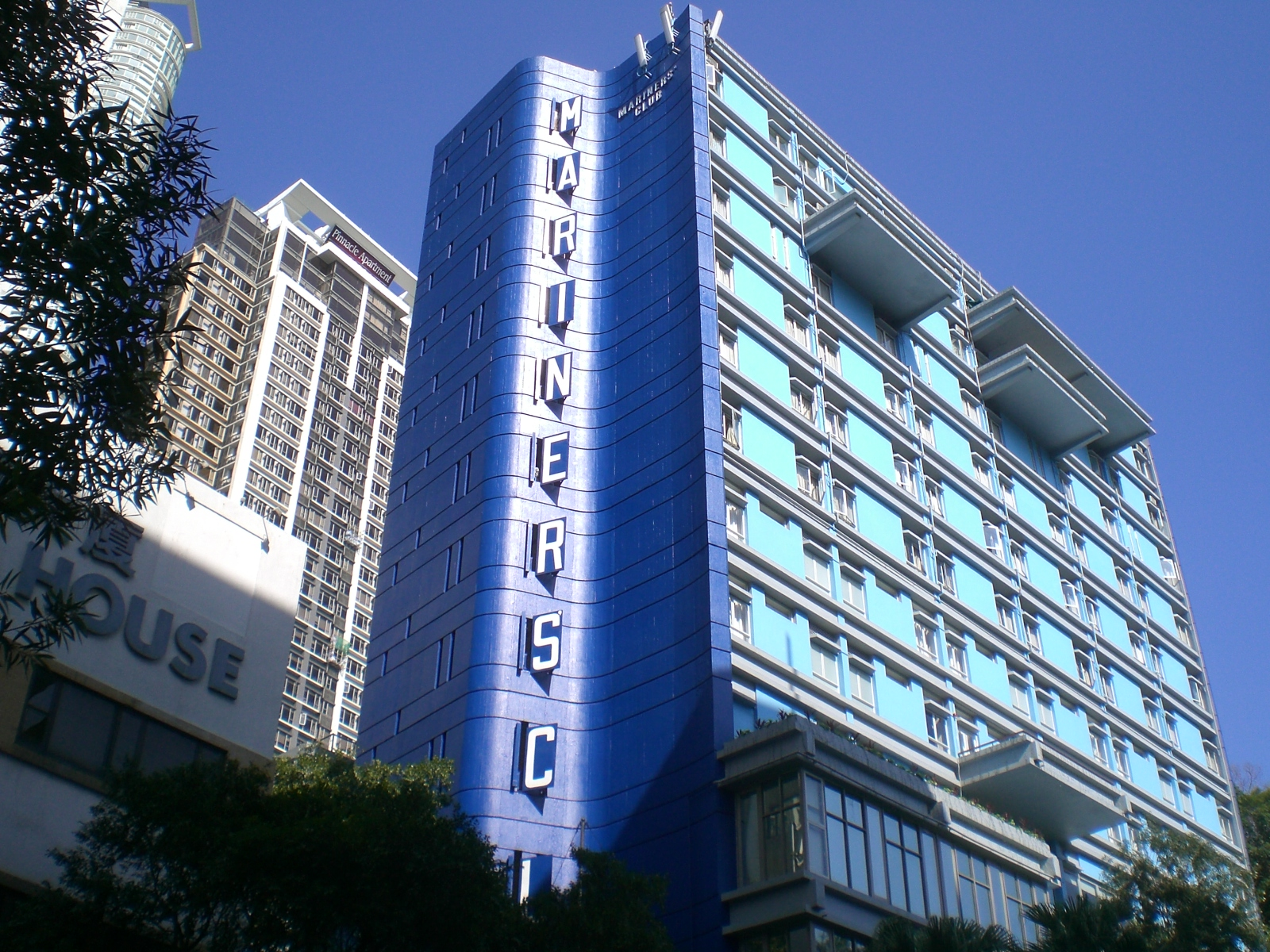
海員俱樂部
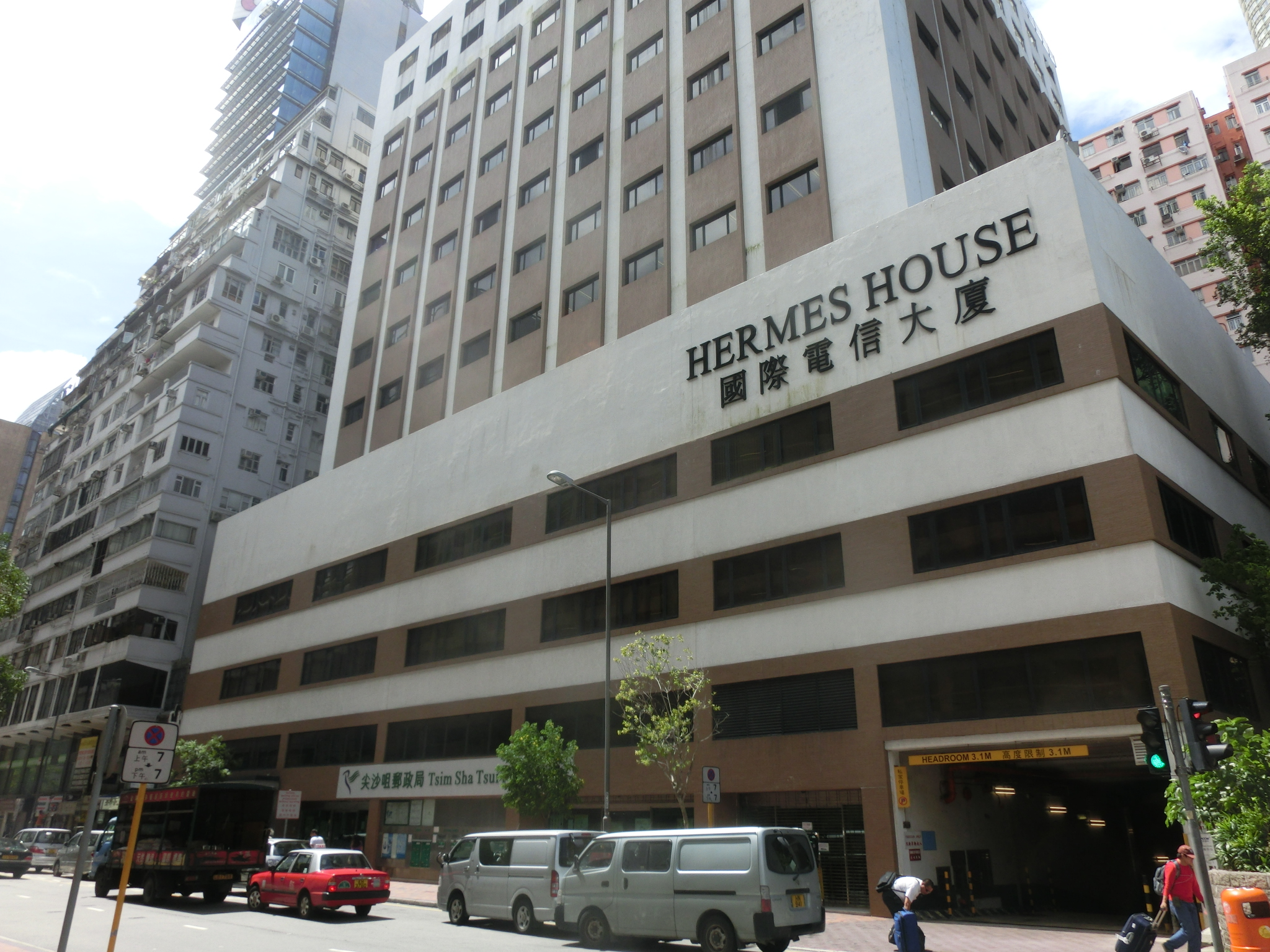
國際電信大廈
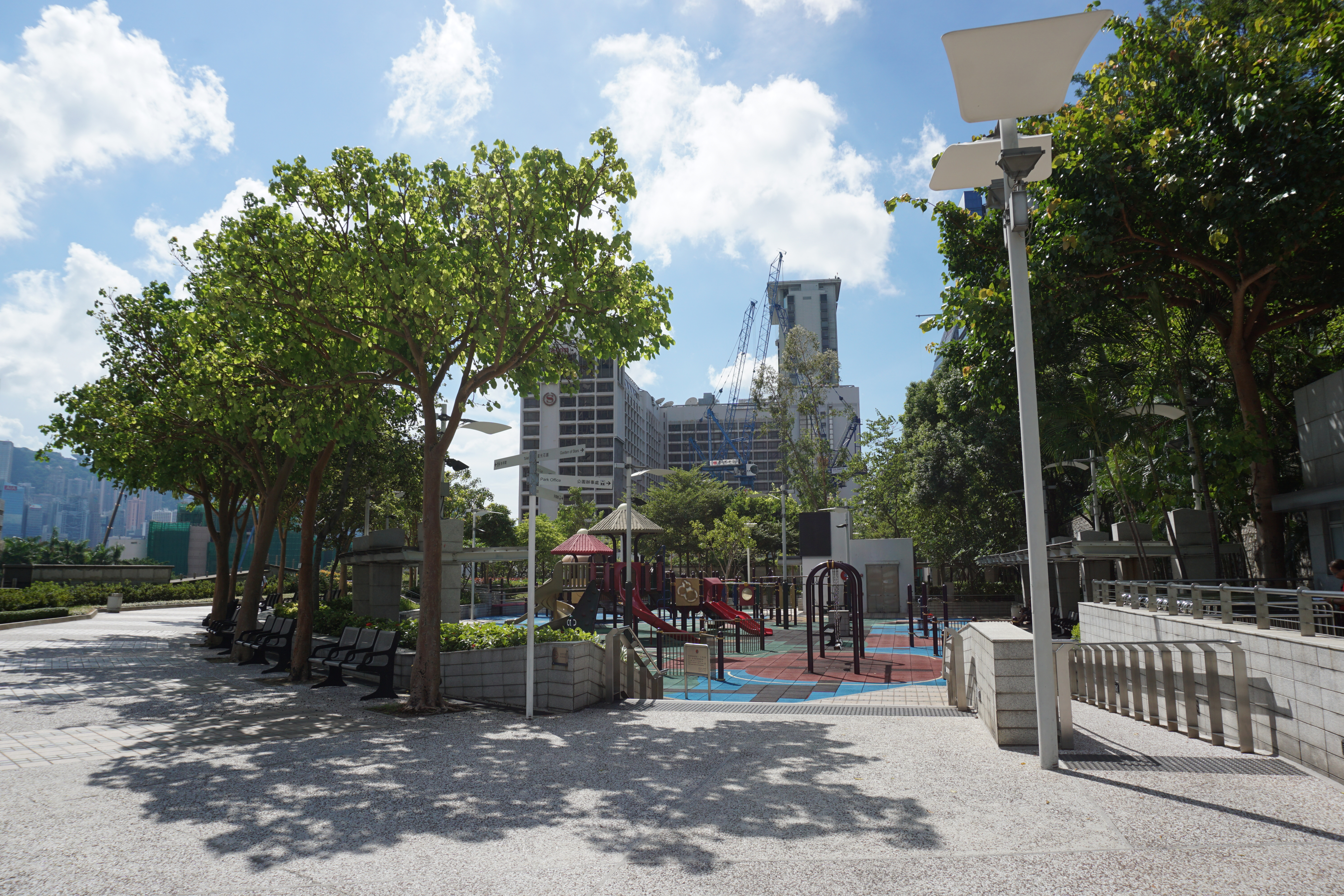
中間道兒童遊樂場
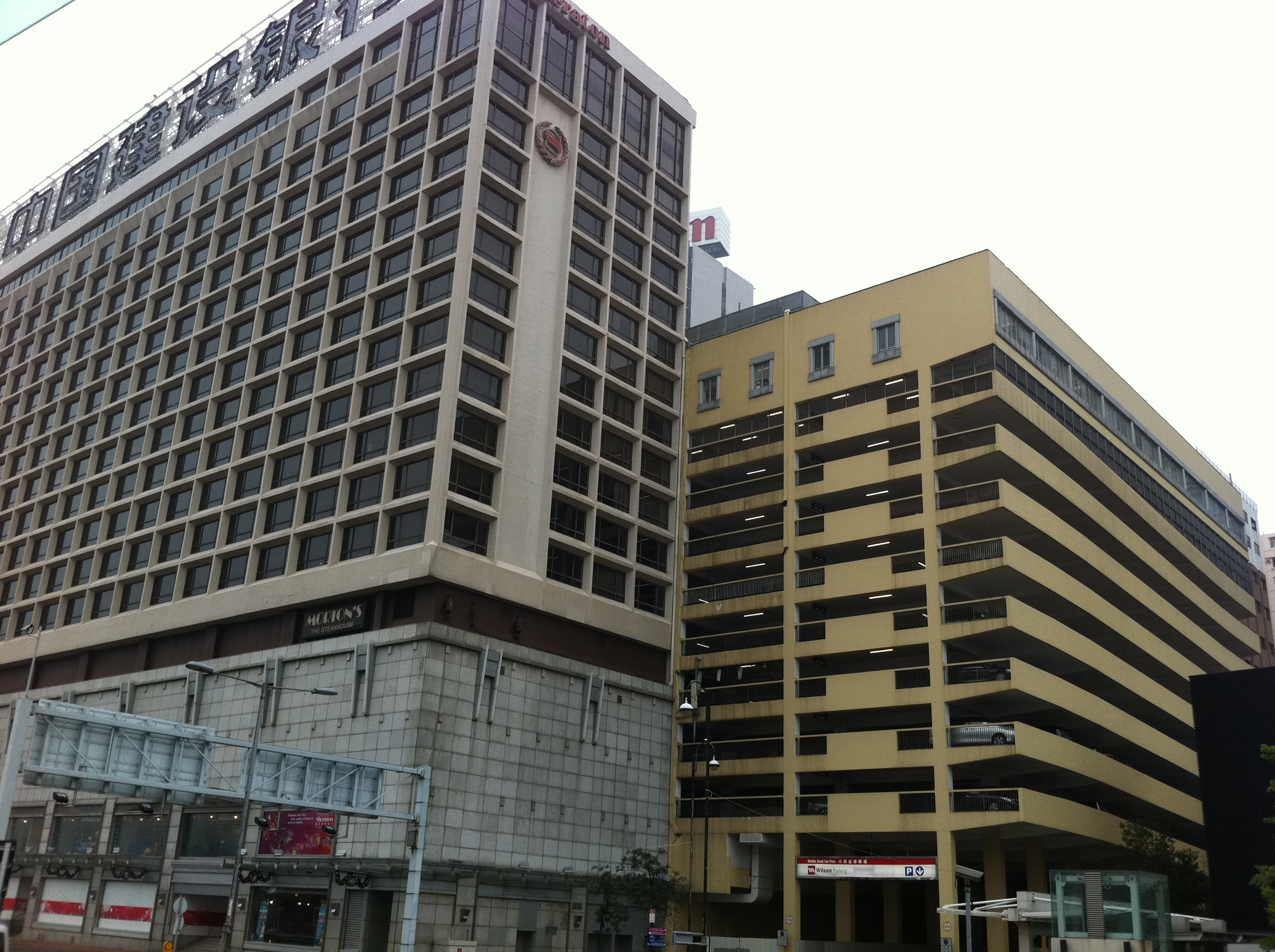
中間道停車場（右方建築）

## 鄰近街道
- 彌敦道
- 漢口道
- 亞士厘道
- 梳士巴利道
- 九龍公園徑
- 棉登徑（行人徑）
- 尖沙咀(中間道)巴士總站

## 外部連結
维基共享资源上的相關多媒體資源：中間道
22°17′44.0″N 114°10′20.6″E / 22.295556°N 114.172389°E